# Актобе (Таласький район)
Актобе́ (каз. Ақтөбе) — село у складі Таласького району Жамбильської області Казахстану. Входить до складу Кизилаутського сільського округу.
Населення — 92 особи (2021; 1057 у 2009, 336 у 1999, 87 у 1989).